# NGC 919
NGC 919 este o galaxie spirală situată în constelația Berbecul. A fost descoperită în 5 septembrie 1864 de către Albert Marth. Se află la o distanță de 139,33 de megaparseci de Pământ.